# Aspicilia epiglypta
Aspicilia epiglypta är en lavart som först beskrevs av Norrl. ex Nyl., och fick sitt nu gällande namn av Hue. Aspicilia epiglypta ingår i släktet Aspicilia och familjen Megasporaceae.  Arten är reproducerande i Sverige. Inga underarter finns listade i Catalogue of Life.